# Memòria de tors

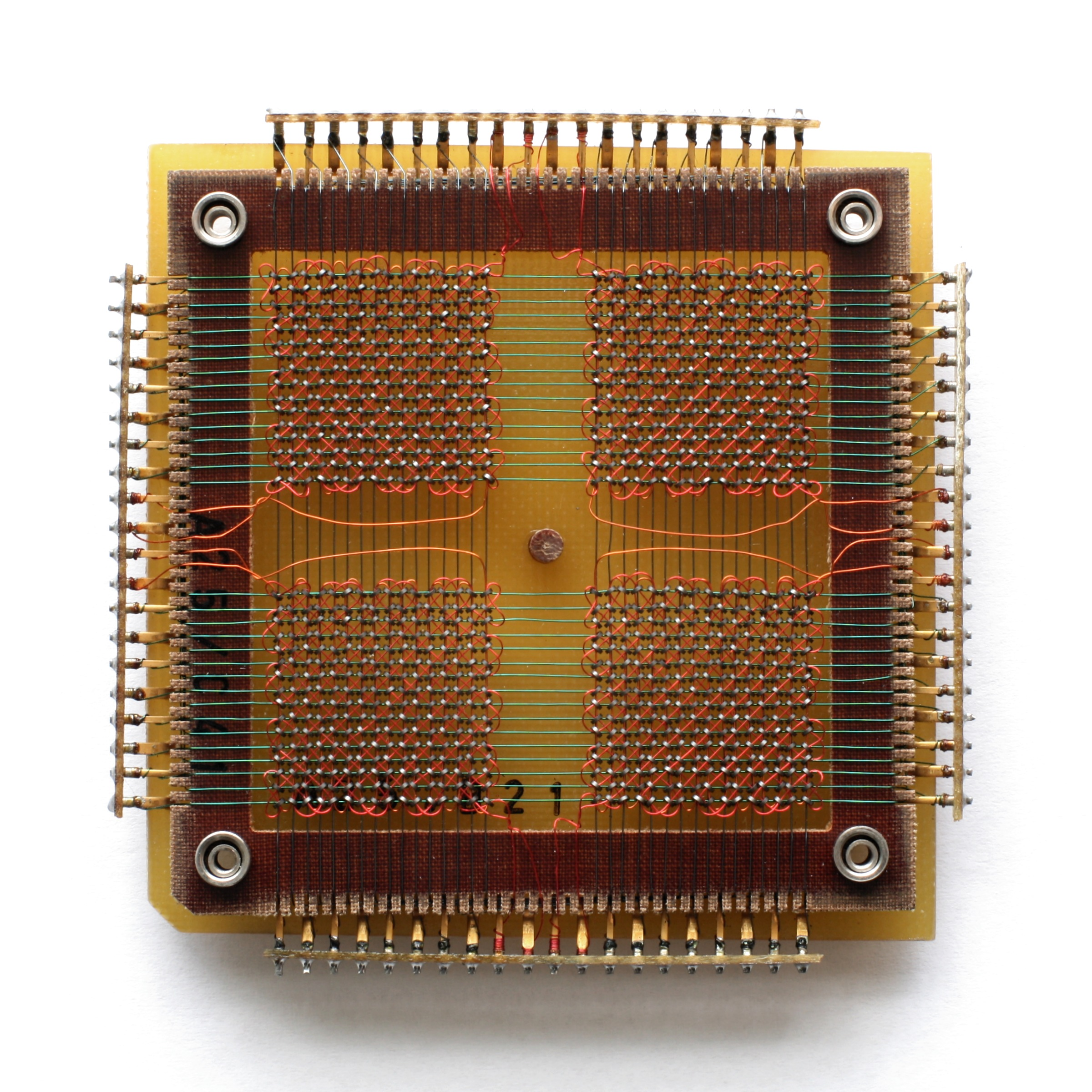
Una placa de "core memory" de 32x32 bits, emmagatzemant 1024 bits

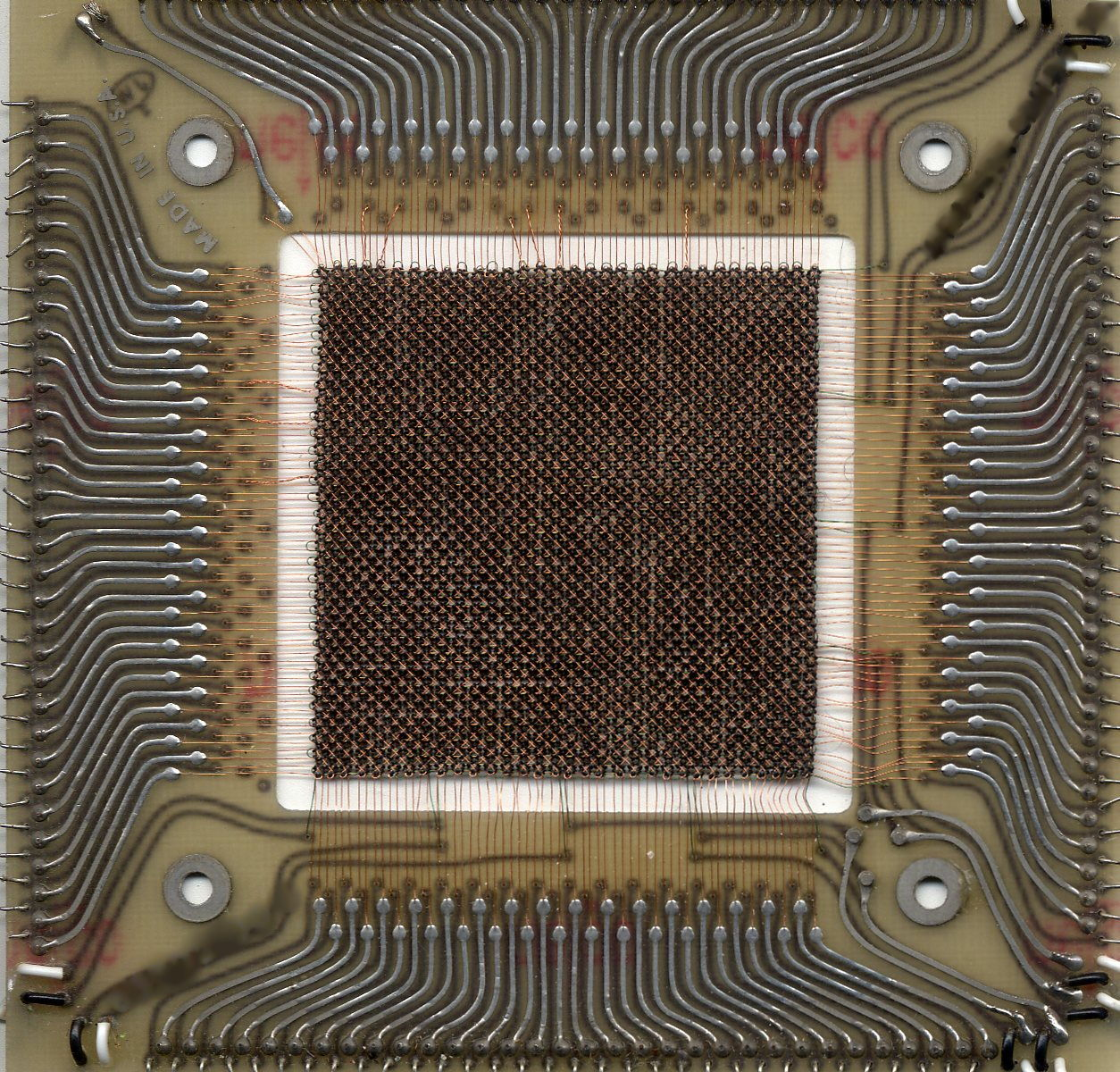
Una placa de 10.8×10.8 cm de "core memory" de 64x64 bits, usada en un CDC 6600

La memòria de tors  o  memòria de nuclis magnètics , va ser un tipus de memòria principal dels computadors, fins a començaments dels anys 70. La funció d'aquesta memòria era similar a la que realitza la memòria RAM En l'actualitat: és l'espai de treball, per a la CPU, on es graven els resultats immediats de les operacions que es van realitzant. A diferència de la RAM basada en tecnologies DRAM, es basa en les propietats magnètiques del seu component actiu, el nucli de ferrita i era una memòria no volàtil.

## Història
Després de desplaçar altres tecnologies d'emmagatzematge, la memòria de tors va dominar la indústria informàtica durant els anys 50 i 60. Va ser utilitzada de manera extensa en ordinadors i altres dispositius electrònics com les calculadores.
Intel va ser creada amb la idea de convertir la memòria d'estat sòlid en la memòria dominant en la indústria dels computadors. Per 1971, Intel èxit posicionar una memòria tipus DRAM com un dispositiu de bones prestacions i relatiu baix preu copant els mercats de la memòria de nuclis i relegant al passat.

## Tecnologia

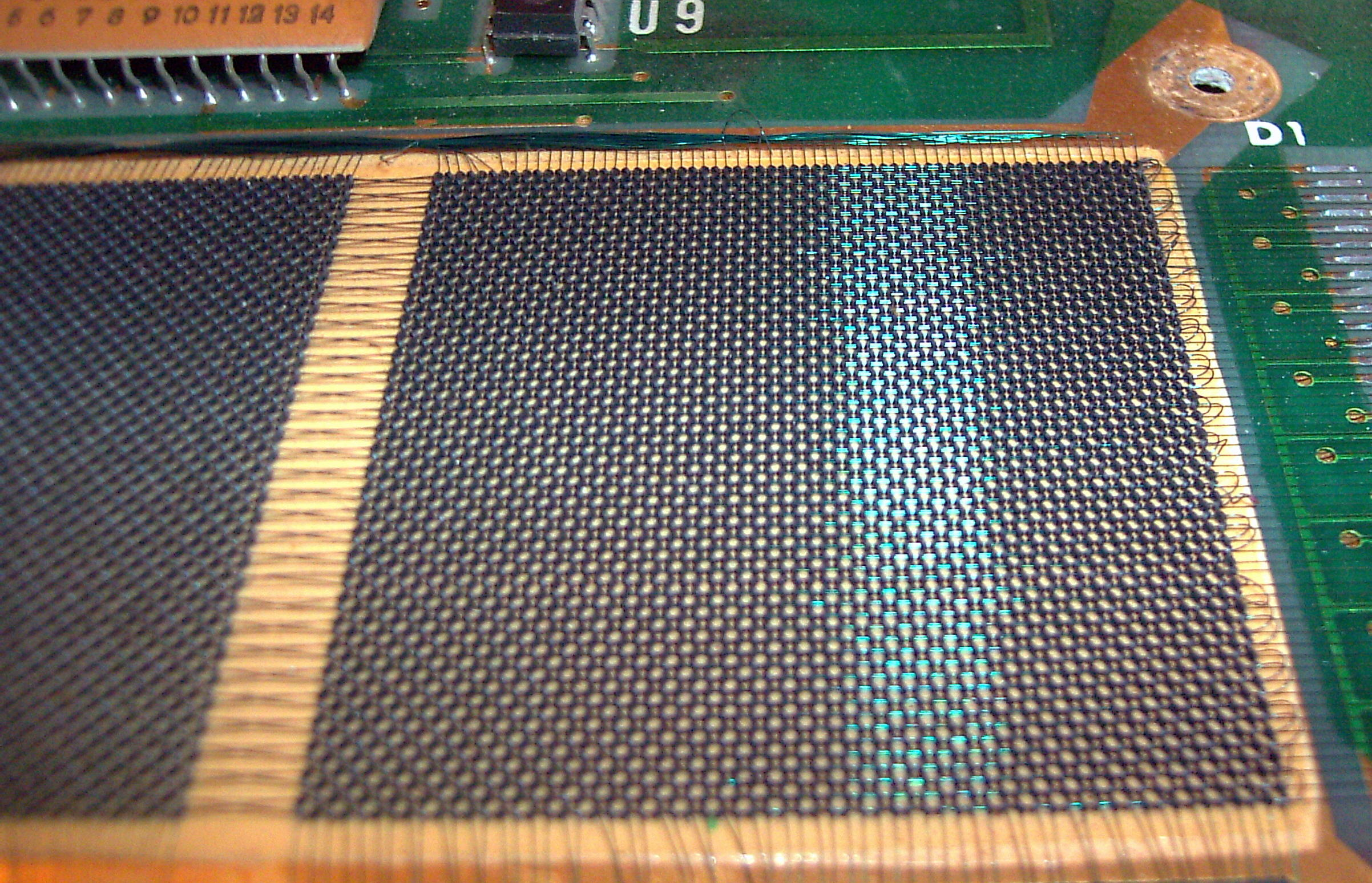
Matriu de tors de NCR

El mecanisme de memòria es basa en la histèresi de la ferrita. Els tors de ferrita es disposen en una matriu de manera que siguin travessades per dos fils,  X  i  Y , que discorren segons les files i columnes. Per escriure un bit a la memòria s'envia un pols simultàniament per les línies  X  i   i  Y  j   corresponents. El tor situat en la posició  (i, j)  es magnetitza en el sentit donat pels polsos. Els altres tors, tant de la fila com de la columna, no varien la seva magnetització, ja que només reben un pols ( X  o  Y ), el camp magnètic és insuficient per vèncer la histèresi del tor.
La dada es llegeix mitjançant un nou fil  Z , que recorre tots els tors de la matriu. Escrivim un "0" pel mètode descrit anteriorment, després només el tor  (i, j)  pot canviar d'estat. Si conté un "0", no canvia, després en la línia Z no es té senyal, però si el tor té un "1", passa a valer "0", el seu sentit de magnetització canvia i indueix un pols en la línia  Z , que es llegirà com "un "1".
Com es veu, el procés descrit destrueix la dada que es llegeix, així en les memòries de tors és necessari  reescriure la dada  després llegir-la, ("write after read"), com a les memòries DRAM actuals
Una paraula de n bits, posem 16 bits, necessita 16 matrius com la descrita, amb 16 línies  Z , una per bit.

## Fabricació
La fabricació d'aquestes memòries es feia enfilant les línies X, Y i Z en els tors de forma manual. Els tors s'enganxen a un suport, que pot ser una placa de circuit imprès (últims models) o als propis fils X i Y, de rigidesa suficient per suportar el conjunt, que va subjecte a un marc d'on surten les connexions. Finalment és apantallat magnèticament amb una xapa de "mu-metall", habitualment, per tal d'evitar que camps magnètics espuris alterin el contingut de la memòria.